# سنن سعيد بن منصور
سنن سعيد بن منصور هو أحد كتب الحديث النبوي عند أهل السنة والجماعة، جمعه أبو عثمان سعيد بن منصور الخراساني.
بلغ عدد الأحاديث في الكتاب 2791 حديثاً مسنداً، والكتاب فيه جمع بين الأحاديث المرفوعة إلى رسول الله محمد بن عبد الله صلى الله عليه وسلم والأحاديث الموقوفة على الصحابة، ولم يلتزم المؤلف في كتابه الصحّة.
رتّب المؤلف الكتاب على الأبواب الفقهية وجعل تحت كلّ باب ما يناسبه من الأحاديث، ولم يعلّق على الأحاديث إلا فيما ندر.
ومن خصائص الكتاب:
1. ما يمتاز به الكتاب من علوّ الإسناد، مما حدى بالعلماء إلى التخريج من طريقه، ومنهم أصحاب الكتب الستة وغيرهم.
2. كثرة العزو إليه عند الفقهاء والمحدثين والمفسرين وغيرهم.
3. تفرُّد المصنِّف ببعض الآثار التي لا توجد عند غيره.
4. ذكره لبعض الآثار التي يشاركه فيها بعض أصحاب المؤلفات المفقودة، كعبد بن حميد وابن المنذر في تفسيريهما.

## وصلات خارجية
- قراءة الكتاب على الشبكة
- تحميل ا لكتاب